# Gwiazdniczek guzowaty
Gwiazdniczek guzowaty (Psammobates tentorius) – gatunek żółwia z rodziny żółwi lądowych (Testudinidae) i podrzędu żółwi skrytoszyjnych.

## Występowanie
Żółw ten występuje w bardzo małych zagęszczeniach w Karru i innych półpustynnych obszarach Afryki Południowej, rozciągających się od środkowej Namibii prawie do południowego wybrzeża Republiki Południowej Afryki.
Populacja jest bardzo nieliczna, a osobniki są zwykle rzadkie i szeroko od siebie oddzielone. Gatunek ten jest również coraz rzadszy ze względu na niszczenie siedlisk i nielegalne zbieranie w celu handlu zwierzętami domowymi.

## Wygląd
Żółw ten to gatunek bardzo zmienny, występujący w co najmniej trzech podgatunkach. Jego skorupa jest ciemnobrązowa lub czarna z wzorem żółtych lub pomarańczowych gwiazd w paski wychodzących ze środka każdej tarczki tworzącej karapaks. Ubarwienie i wielkość tego małego żółwia znacznie się różnią, szczególnie w zależności od obszaru, ale także w obrębie jednej populacji. Sporadyczne okazy mają jednolity brązowy kolor, chociaż jest to bardzo rzadkie. Samce są znacznie mniejsze od samic i mają wklęsły plastron.
Chociaż gatunek ten w dużej mierze ma podobny powierzchowny wygląd jak pozostałe gatunki z rodzaju Psammobates, można go łatwo odróżnić po nie ząbkowanych brzegach skorupy i łuskach wzdłuż mostka muszli, które są szersze niż wyższe.

## Podgatunki
Biolodzy rozpoznają trzy podgatunki:
- Psammobates tentorius tentorius (podgatunek nominatywny) – występuje w południowej i wschodniej części regionu Karru w Republice Południowej Afryki (od Makhandy do Matjiesfontein). Podgatunek ten ma najbardziej ostro wzniesione stożkowe łuski, z matowymi żółtymi gwiazdami promieniującymi na czarnym tle[9][10][7].
- Psammobates tentorius trimeni – występuje na wybrzeżu Namaqualand w Namibii i Republice Południowej Afryki (od Zatoki Lamberta na północ do rzeki Oranje w Wielkim Namaqualandzie – skrajne zachodnie prowincje Przylądkowe). Jest to najmniejszy podgatunek, o najjaskrawszym, najjaśniejszym ubarwieniu i dobrze rozwiniętych stożkowych łuskach muszlowych[9][10][7].
- Psammobates tentorius verroxii – występuje w najbardziej suchych częściach Karru w głębi lądu w Namibii (na północny zachód od Wielkiego Namaqualandu) i w Republice Południowej Afryki (Prowincja Przylądkowa Północna). Podgatunek ten ma bardziej płaską, okrągłą skorupę ze słabo rozwiniętymi stożkowymi łuskami muszlowymi i bardziej wyblakłym brązowym ubarwieniem[9][10][7].

## Rozmnażanie
Samica tego gatunku składa od jednego do trzech jaj i zakopuje je w piasku, tak jak robią to wszystkie inne żółwie. Młode pojawiają się późnym latem lub wczesną jesienią.

## Dieta
Żywi się sukulentami z Afryki Południowej. Z powodu tej diety żółw zwykle nie przeżywa w niewoli i wkrótce umiera, gdy zostanie zabrany poza swoje półpustynne siedlisko.